# Fürstin Tarakanowa

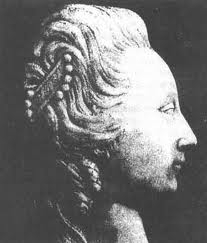
Die einzige zeitgenössische Darstellung der Jelisaweta Alexejewna auf einem Relief von 1774

Jelisaweta Alexejewna Tarakanowa (russisch Елизавета Алексеевна Тараканова, besser bekannt als Княжна Тараканова, Fürstin Tarakanowa; Fürstin Tarakanoff; * um 1750; † 4. Dezemberjul. / 15. Dezember 1775greg. in Sankt Petersburg) trat während der Regierungszeit Katharinas II. als russische Thronprätendentin auf, indem sie behauptete, eine Tochter der Zarin Elisabeth Petrowna und des Grafen Alexei Rasumowski und damit eine Enkelin Peters des Großen zu sein. Ihre wahre Identität ist nicht bekannt. Katharina II. ließ sie mit Hilfe des Grafen Alexei Orlow nach Russland schaffen und bis zu ihrem baldigen Tod einkerkern.

## Leben

### Herkunft und Namen
Der wirkliche Name, die Abkunft und Geburtsort und -datum der als attraktiv geschilderten Frau sind unbekannt. Laut ihren eigenen Angaben, die sie 1773 gegenüber dem Trierer Minister Hornstein machte, wurde sie 1745 in Südrussland geboren und lebte bis 1768 bei ihrem Onkel in Persien. Beim Verhör in Sankt Petersburg im Mai 1775 erklärte sie dagegen, 1753 geboren und erst in Kiel und später in Sankt Petersburg und in Persien aufgewachsen zu sein. Die Namen ihrer Verwandten nannte sie nirgends. Ihre erhaltene Korrespondenz ist weitgehend auf Französisch verfasst. Daneben sprach sie deutsch und etwas italienisch; über Kenntnisse in den slawischen Sprachen, in Arabisch oder Persisch ist hingegen nichts bekannt. Belegt ist nur, dass sie 1770 erstmals in Kiel und kurz darauf in Berlin als Fräulein Frank in Erscheinung trat. 1771 war sie unter dem Namen Demoiselle Schell die Geliebte eines Händlers aus Gent, den sie beinahe ruinierte, weswegen beide vor Gläubigern nach England flohen. In der Folge verwendete sie diverse andere Namen: Sultana Selima, Gräfin von Pinneberg, Ali Emmetie Madame Trémouille und Knjaginja Wladimirskaja (Fürstin von Wladimir). Der später übliche Name Fürstin Tarakanowa – nach dem russischen Wort für Küchenschabe – wurde ihr erst postum beigelegt.

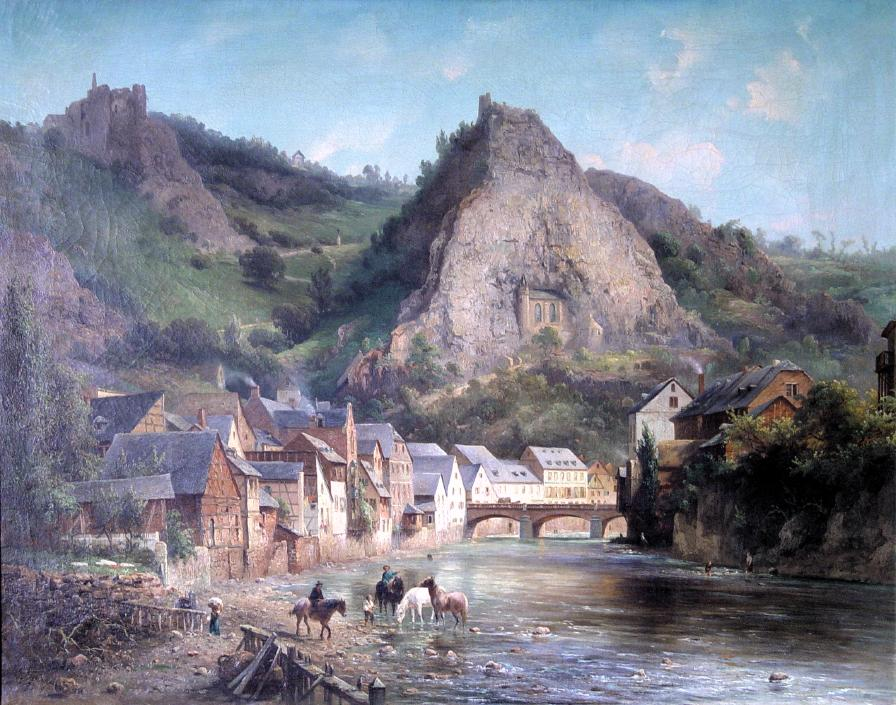
Oberstein

Zu ihren rasch wechselnden Liebhabern zählten neben Kaufleuten auch Londoner und Pariser Adlige. Ihnen erzählte sie unterschiedliche Geschichten über ihre Herkunft als persische Prinzessin oder russische Adlige, wo sie jeweils ein reiches Erbe erwartete, während sie sie gleichzeitig finanziell ausnahm. Trotzdem befand sie sich wegen ihres ausschweifenden Lebensstils, zu dem auch eine große Dienerschaft gehörte, immer wieder in finanziellen Schwierigkeiten. Auf der Flucht vor Gläubigern in Frankreich lernte sie Anfang 1773 in Frankfurt am Main Graf Philipp Ferdinand von Limburg-Styrum kennen, der die angebliche Fürstin heiraten wollte. Sie nannte sich nun Alina von Asow und behauptete, Erbin eines großen Vermögens in Russland zu sein, das ihr jedoch vorenthalten werde. Gemeinsam mit dem Grafen verfolgte sie erfolgreich seine Belehnung mit der Herrschaft Oberstein, für die das Paar Unterstützung durch den Trierer Erzbischof Clemens Wenzeslaus von Sachsen erfuhr. Als von Limburgs Verlobte verschwendete sie fast sein ganzes Vermögen. Da die Beschaffung einer für die Hochzeit notwendigen Geburtsurkunde Schwierigkeiten bereitete, gab sie sich als Prinzessin Jelisaweta Alexejewna aus und benannte den russischen Außenminister Alexander Galitzin als ihren Vormund. Als sich dies als Lüge herausstellte, löste der Graf Ende des Jahres 1773 die Verlobung auf.

### Thronprätendentin
Nach der Ersten Polnischen Teilung zwischen Russland, Preußen und Österreich 1772 kam im Oktober 1773 Karol Stanisław Radziwiłł, Woiwode von Vilnius und Marschall der Konföderation von Bar, die zur Verkleinerung Polen-Litauens geführt hatte, auf Suche nach Unterstützung für die Anliegen der polnischen Adligen nach Westeuropa. Inzwischen waren Gerüchte laut geworden, dass Jelisaweta Alexejewna, die sich nun Fürstin von Wladimir nannte, von Zarin Elisabeth und Alexei Rasumowski abstamme. Radziwiłł und andere polnische Emigranten sahen in der angeblichen Zarentochter ein geeignetes Mittel zur Entmachtung Katharinas II. Im Januar 1774 begann er eine Korrespondenz mit der angeblichen Prinzessin. Von Limburg, der durch die vermeintlichen Thronansprüche seiner Geliebten und deren Unterstützung durch Radziwiłł nun eine Chance witterte, als Nachkomme der Schauenburger Grafen auch Ansprüche auf die Herzogtümer Schleswig und Holstein erheben zu können, versprach ihr im Frühjahr 1774 erneut die Ehe. Beide reisten nach Venedig, um Radziwiłł zu treffen. Dort nannte sie sich in Anlehnung an die Ansprüche auf Schleswig-Holstein Gräfin von Pinneberg und verpfändete die Achatminen von Oberstein zur Finanzierung ihrer Lebensführung.
Radziwiłł überredete die angebliche Zarentochter, ihre Ansprüche auf die russische Krone geltend zu machen, denn er beabsichtigte, mithilfe der falschen Zarin und dem mit Russland im Krieg liegenden Sultan Mustafa III. ein Heer aufzustellen und damit selbst in die Auseinandersetzungen einzugreifen. Auf dem Weg nach Istanbul reisten sie im Sommer 1774 nach Ragusa. Dort erklärte sie, dass ihre angebliche Mutter, Zarin Elisabeth, Peter III. nur als ihren Stellvertreter bis zu ihrer Volljährigkeit zum Zaren gemacht habe. Katharina II. habe sie als Konkurrentin nach ihrem Putsch gegen ihren Ehemann Peter III. 1762 nach Sibirien verbannt, von wo aus ihr die Flucht nach Persien gelungen sei, wo der Schah sie aufgenommen und aufgezogen habe. Ihren polnischen Unterstützern versprach sie, nach einer geglückten Machtübernahme das von Russland besetzte polnische Territorium wieder abzutreten. Für Katharina II. bedeutete dies einen Angriff auf ihre Legitimität, denn ihr Anspruch auf den Zarenthron beruhte nur darauf, dass sie die Witwe des von ihr entmachteten Zaren Peter III. und Mutter von Paul I. war. Eine gebürtige Zarentochter war für sie somit ebenso eine Gefahr wie Jemeljan Pugatschow, der sich 1773 als ihr ermordeter Ehemann Peter III. ausgab und damit einen Kosakenaufstand auslöste. Die angebliche Zarentochter dagegen bezeichnete Jemeljan Pugatschow als Sohn ihres vorgeblichen Vaters Alexei Rasumowski und damit ihren Halbbruder. Der Stadtrat von Ragusa, der sich mit der Verschwendungssucht der angeblichen Prinzessin konfrontiert sah und zudem Unruhen durch die Anwerbung von Soldaten fürchtete, drängte diese und Radziwiłł zum Verlassen der Stadt. Inzwischen war bekannt, dass Mustafa III. bereits im Januar 1774 verstorben war, der Krieg mit dem Osmanischen Reich am 21. Juli 1774 mit dem Frieden von Küçük Kaynarca geendet hatte und der Pugatschow-Aufstand im September 1774 niedergeschlagen worden war. Radziwiłł, dessen Pläne nicht aufgegangen waren, trennte sich von der falschen Prinzessin.
Jelisaweta Alexejewna plante nun, auf eigene Faust die Reise nach Istanbul fortzusetzen, wo sie sich  als wahre Zarin offenbaren wollte. Da sie jedoch ohne Radziwiłł und dessen Geldgeber wieder ohne Finanzen war, gelang es ihr nicht, dorthin zu gelangen. Auch ihre Korrespondenz an den Sultan und nach Persien wurde nicht weitergeleitet. Ende 1774 verließ sie Ragusa und reiste nach Norden. In Rom suchte sie im Januar 1775 die Unterstützung führender Männer der Kirche. Sie legte ihnen diverse Papiere vor, darunter ein Testament von Zarin Elisabeth, das ihr angeblich nach Ragusa gesandt wurde und in dem sie zur Erbin erklärt wurde. Sie versicherte, als Zarin den Einfluss der katholischen Kirche in Russland fördern zu wollen. Tomasso d'Antichi, der Vertreter Polens im Vatikan, glaubte ihren Geschichten allerdings nicht. Auch ihre Versuche, von der Kurie oder vom Trierer Erzbischof Geld zu erhalten, scheiterten. Die inzwischen schwer an Tuberkulose Leidende suchte nun Unterstützung von anderer Seite, nämlich bei dem russischen Fürsten Alexei Grigorjewitsch Orlow.

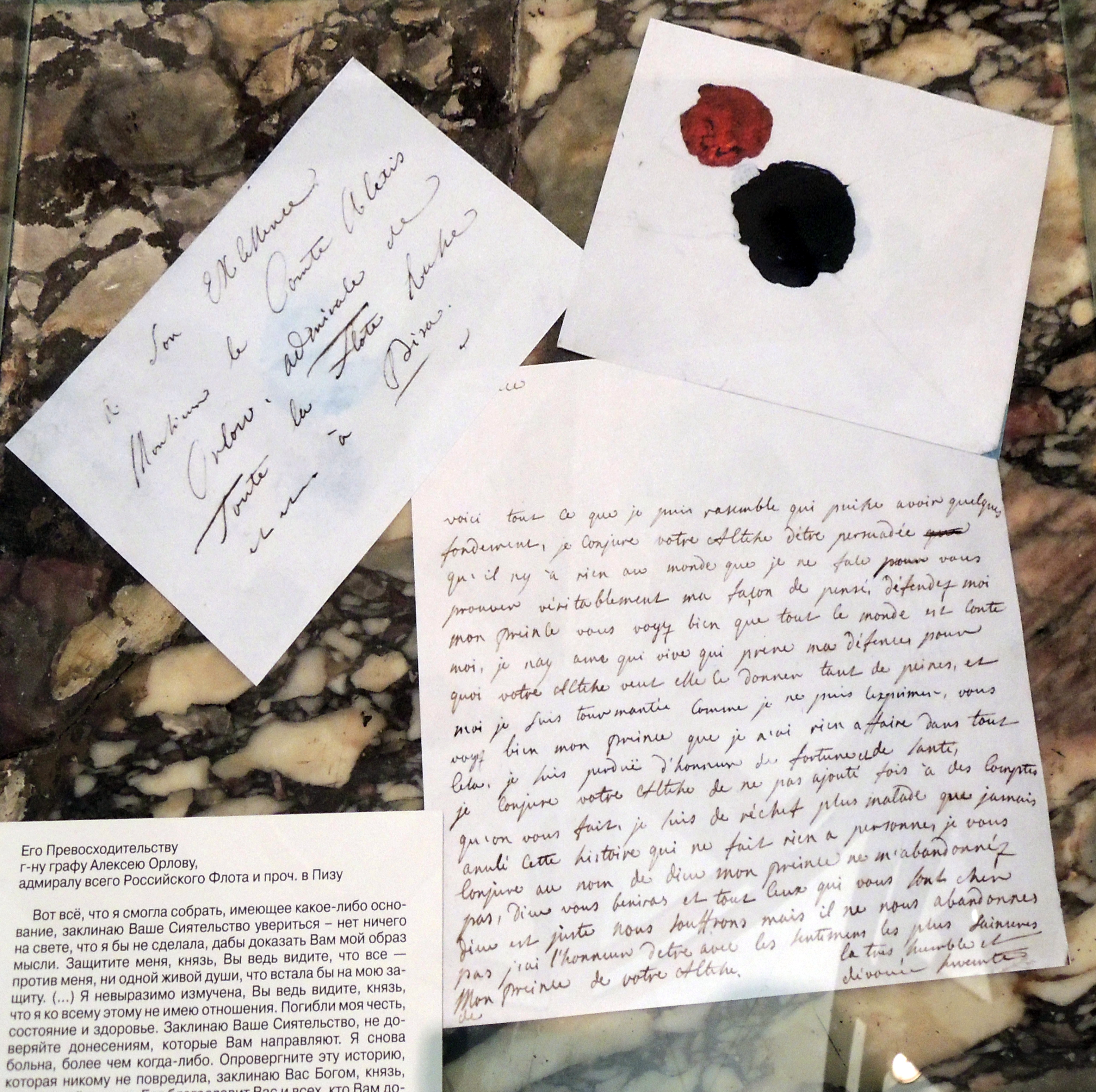
Brief der angeblichen Prinzessin an Orlow, in dem sie ihn in französischer Sprache um Hilfe anfleht.

Der Kommandant der russischen Mittelmeerflotte war von Katharina II. beauftragt, ihr die junge Prätendentin auszuliefern. Er begann bereits im Sommer 1774 eine Korrespondenz mit Jelisaweta Alexejewna, die sich zu dem Zeitpunkt noch in Ragusa aufhielt, in der er ihr vorspiegelte, mit Katharina gebrochen zu haben und nun Jelisaweta und ihre Ansprüche unterstützen zu wollen. Im Frühjahr 1775 begegneten sie sich in Pisa und reisten dann gemeinsam nach Livorno, wo die russische Flotte lag. Orlow konnte sie dazu bewegen, den Großteil ihres Gefolges zurückzulassen und sich zur angeblichen Truppeninspektion auf sein Admiralschiff zu begeben. Nachdem sie feierlich empfangen und festlich bewirtet worden, legte das Schiff ab. Auf offener See wurde sie  festgenommen. Orlow spielte ihr zunächst vor, ebenfalls verhaftet worden zu sein. Im Mai 1775 wurde sie nach Sankt Petersburg gebracht und an Katharina II. ausgeliefert.
In den dortigen Verhören blieb sie bei ihren bisherigen Behauptungen mit der Ausnahme, dass die Thronansprüche nicht von ihr, sondern von Radziwiłł erhoben seien. Während der Internierung in der Peter-und-Paul-Festung verschlechterte sich ihre Gesundheit rasch. Am 15. Dezember 1775 starb sie, vermutlich an Tuberkulose, ohne ihre wahre Identität preisgegeben zu haben.

## Rezeption

### Gerüchte über ihren Tod

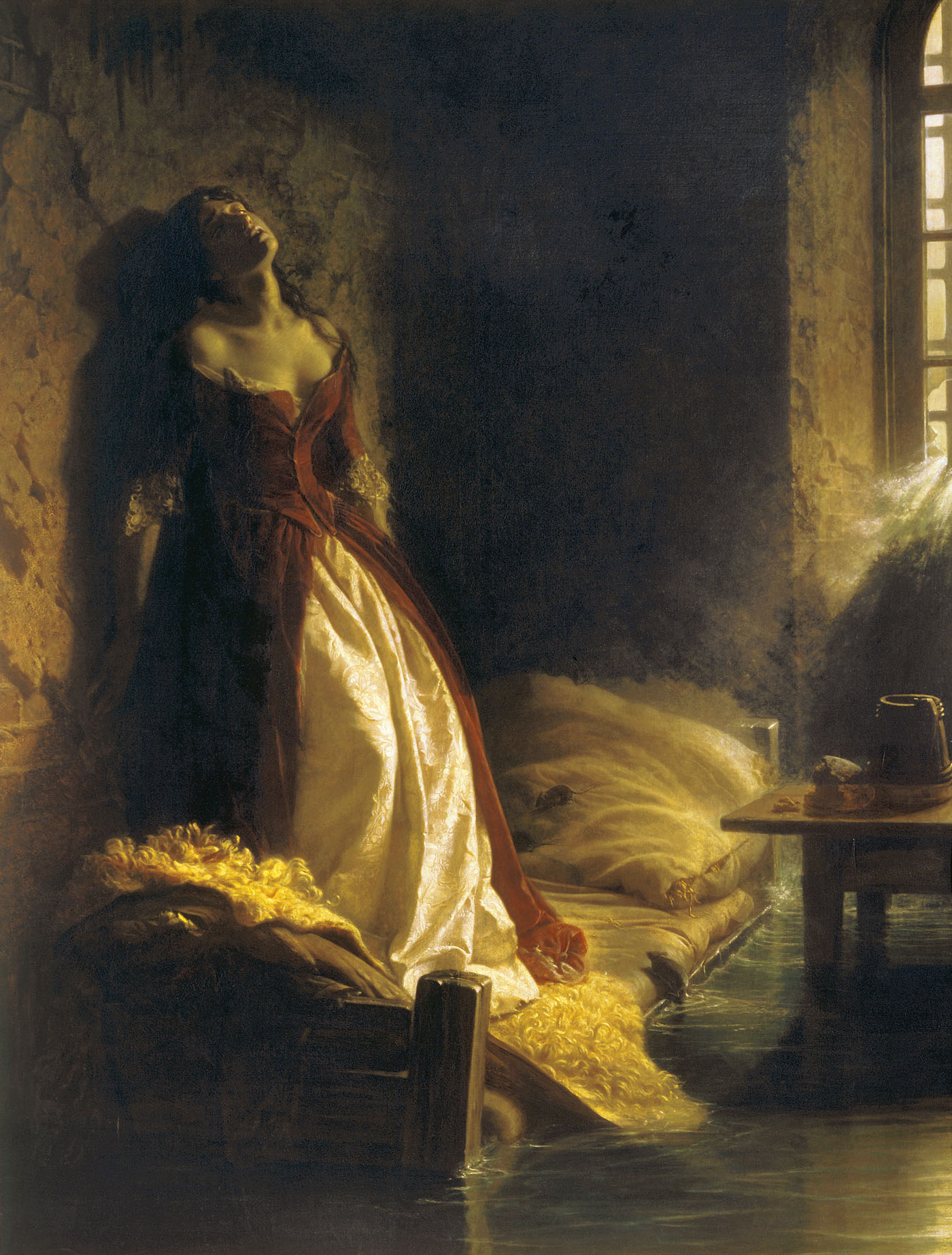
Das Gemälde von Konstantin Flawizki (1864) zeigt die Legende vom Tode der inhaftierten Fürstin bei der Flut in der Peter-und-Paul-Festung

Es gelangten verschiedene andere Gerüchte über ihren Tod in Umlauf. So sei sie nicht 1775 gestorben, sondern habe insgeheim unter dem Namen Dosiphea Nonne werden müssen und sei erst 1810 im Iwanowski-Konvent in Moskau gestorben. Nach einer anderen Version wäre sie während des Neva-Hochwassers am 21. September 1777 in ihrer überschwemmten Zelle ums Leben gekommen. Diese Variante ihres Todes wurde 1864 vom russischen Maler Konstantin Flawizki in einem Historiengemälde verewigt. Unter Druck des Kaiserhauses musste der Künstler erklären, dass das Motiv einem Roman entnommen sei und ihm keine historische Begebenheit zugrundeläge.

### Literarische Rezeption
Nachdem 1864 erstmals Dokumente über das Leben der Hochstaplerin in Russland veröffentlicht wurden, erschienen in der Folgezeit mehrere literarische Bearbeitungen des Themas zumeist in russischer Sprache. 1884 verfasste Grigory Petrovich Danilevski den Roman Княжна Тараканова. Reinhold Schneider veröffentlichte 1939 die Erzählung Elisabeth Tarakanow. Auch Ernst Jünger beschäftigte sich 1953 mit dem Thema, vollendete sein Drama aber nicht.
Boris Blacher machte die geheimnisvolle Thronprätendentin zur Hauptperson seiner 1941 uraufgeführten Oper Fürstin Tarakanowa.

### Filme
Ihre Geschichte ist auch Inhalt mehrerer Filme, die bis auf den russischen Kurzfilm von 1910 eine Liebesgeschichte zwischen der Tarakanova und Orlow zum Inhalt haben:
- Княжна Тараканова (Russland 1910), hier ertrinkt sie zum Schluss im Gefängnis.
- Tarakanova (Frankreich 1930), Stummfilm mit Édith Jéhanne.
- La principessa Tarakanova (Rivalin der Zarin; Italien/Frankreich 1938) mit Anna Magnani.
- The Shadow of the Eagle (Graf Orlows gefährliche Liebe; Hollywood 1950), mit Valentina Cortese als Elisabeth, die in diesem Film als echte Prinzessin dargestellt wird, und Richard Greene als Orlow, der sie zum Schluss rettet.
- La rivale dell'imperatrice (1951) (italienische Version des vorherigen Films mit denselben Schauspielern).